# Матриця Сильвестра
В математиці, матрицею Сильвестра називають матрицю елементами якої є нулі, а також певним чином розмішені коефіцієнти двох многочленів.   

## Означення
Нехай p і q два многочлени, степенів m і n.  Візьмемо:
{\displaystyle p(z)=p_{0}+p_{1}z+p_{2}z^{2}+\cdots +p_{m}z^{m},\;q(z)=q_{0}+q_{1}z+q_{2}z^{2}+\cdots +q_{n}z^{n}.}
Матрицею Сильвестра для многочленів  p і q є матриця розмірності {\displaystyle (n+m)\times (n+m)} одержана таким чином:
- елементами першого рядка є:

{\displaystyle {\begin{pmatrix}p_{m}&p_{m-1}&\cdots &p_{1}&p_{0}&0&\cdots &0\end{pmatrix}}.}
- другий рядок одержується з першого переміщенням елементів на одну позицію вправо; перший елемент рядка рівний нулю.
- наступні (n-2) рядків одержуються подібним чином.
- (n+1)-ий рядок має вигляд:

{\displaystyle {\begin{pmatrix}q_{n}&q_{n-1}&\cdots &q_{1}&q_{0}&0&\cdots &0\end{pmatrix}}.}
- Наступні рядки формуються у вже згаданий спосіб.

Наприклад якщо m=4 і n=3, одержуємо наступну матрицю:
{\displaystyle S_{p,q}={\begin{pmatrix}p_{4}&p_{3}&p_{2}&p_{1}&p_{0}&0&0\\0&p_{4}&p_{3}&p_{2}&p_{1}&p_{0}&0\\0&0&p_{4}&p_{3}&p_{2}&p_{1}&p_{0}\\q_{3}&q_{2}&q_{1}&q_{0}&0&0&0\\0&q_{3}&q_{2}&q_{1}&q_{0}&0&0\\0&0&q_{3}&q_{2}&q_{1}&q_{0}&0\\0&0&0&q_{3}&q_{2}&q_{1}&q_{0}\\\end{pmatrix}}.}

## Визначник матриці Сильвестра
Теорема Визначник матриці Сильвестра многочленів p і q рівний результанту цих многочленів, де результант визначається як:
{\displaystyle \mathrm {res} (p,q)=p_{m}^{n}q_{n}^{m}\prod _{1\leqslant i\leqslant m,\,1\leqslant j\leqslant n}(\beta _{j}-\alpha _{i}),\,} де {\displaystyle \alpha _{j}} — корені многочлена p в алгебраїчному замиканні поля, а {\displaystyle \beta _{j}} — корені многочлена q в алгебраїчному замиканні поля.

### Доведення
Розглянемо систему рівнянь
{\displaystyle x^{m-1}p(x)=0\,}
{\displaystyle x^{m-2}p(x)=0\,}
{\displaystyle \ldots \,}
{\displaystyle p(x)=0\,}
{\displaystyle x^{n-1}q(x)=0\,}
{\displaystyle x^{n-2}q(x)=0\,}
{\displaystyle \ldots \,}
{\displaystyle q(x)=0\,}
Дана система є системою n+m лінійних рівнянь щодо {\displaystyle x^{m+n-1},x^{m+n-2},\ldots ,1\,} матрицею яких є матриця Сильвестра. Очевидно, якщо многочлени p і q мають спільний корінь то визначник матриці Сильвестра рівний нулю. Далі оскільки визначник є многочленом від коефіцієнтів многочленів p і q він є також многочленом від їх коренів. Якщо хоч для однієї з n•m пар виконується:
{\displaystyle \alpha _{i}-\beta _{j}=0\quad 1\leq i\leq m,1\leq j\leq n\,}
то визначник дорівнюватиме нулю, а значить, як многочлен від коренів многочленів він повинен ділитися на добуток цих різниць, тобто результант є дільником визначника Сильвестра, як многочлен від {\displaystyle \alpha _{i},\beta _{j}.\,} Проте розписуючи коефіцієнти многочлена через його корені і підставляючи в формулу визначника бачимо, що степінь {\displaystyle \beta _{j}}  не може бути більшою ніж m, а степінь {\displaystyle \alpha _{i}\,}  не може бути більшою ніж n; також не важко бачити, що, наприклад, коефіцієнти біля {\displaystyle \beta _{j}^{m}\,} в результанта і визначника Сильвестра збігаються і дорівнюють {\displaystyle p_{m}^{n}q_{n}^{m}\prod _{i=1}^{m}\alpha _{i}^{n-1}\,} Звідси і випливає рівність результанта і визначника Сильвестра.

## Застосування
Розвязки лінійних рівнянь
{\displaystyle {S_{p,q}}^{\mathrm {T} }\cdot {\begin{pmatrix}x\\y\end{pmatrix}}={\begin{pmatrix}0\\0\end{pmatrix}}}
де {\displaystyle x} є вектором розмірності {\displaystyle n} і {\displaystyle y} вектор розмірності {\displaystyle m}, є векторами коефіцієнтів єдиних поліномів {\displaystyle x,y}  (степенів {\displaystyle n-1} і {\displaystyle m-1}, відповідно) що задовольняють рівність
{\displaystyle x\cdot p+y\cdot q=0}
(в даному рівнянні добуток і сума здійснюються для поліномів).
Відповідно ядро транспонованої матриці Сильвестра дає всі розв'язки  рівняння Безу {\displaystyle \deg x<\deg q} and {\displaystyle \deg y<\deg p}.
Як наслідок ранг матриці Сильвестра визначає степінь найбільшого спільного дільника многочленів p і q.
{\displaystyle \deg(\gcd(p,q))=m+n-\mathrm {rank} ~S_{p,q}}м